# Emigrazione veronese
(Berto Barbarani, I va in Merica)

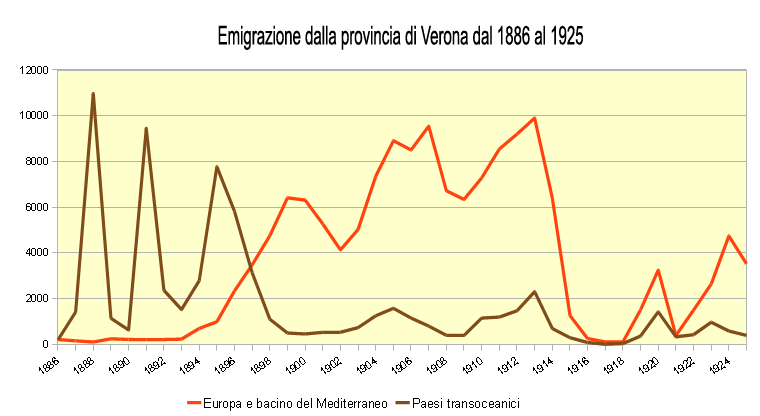
Emigrazione dalla provincia di Verona

La città di Verona fu interessata da un vasto fenomeno di emigrazione, conosciuto come emigrazione veronese, tra la fine del XIX secolo e l'inizio del XX secolo.
Migliaia di cittadini si spostarono soprattutto verso il Brasile e gli Stati Uniti d'America alla ricerca di lavoro a causa delle difficoltà economiche che colpirono l'Italia in quegli anni.

## Situazione storica
Verso la fine del XIX secolo una profonda crisi colpì l'agricoltura del neonato Regno d'Italia. Il diffondersi del libero mercato, le innovazioni tecnologiche che riducevano il fabbisogno di manodopera e le importazioni dall'estero, causarono una diminuzione dei prezzi e una marcata disoccupazione. Gran parte della popolazione era impiegata nell'agricoltura e questo portò ad una vera crisi sociale.

## Emigrazione
Gli inverni nel 1880 e del 1890 furono i peggiori e i più rigidi e grande parte della popolazione pativa letteralmente la fame. In questi anni si ha la nascita delle prime associazioni sindacali, di ispirazione socialista nelle basse e più di formazione cattolica verso il centro cittadino. Nacquero parallelamente le prime Casse Rurali e le società di Mutuo soccorso.
Le condizioni disperate non davano però altra possibilità a molte famiglie se non quella dell'emigrazione. I primi paesi meta dei disoccupati veronesi furono l'Austria, l'Ungheria e la Germania. Con l'apertura delle rotte transoceaniche si iniziò a raggiungere anche mete più lontane. A differenza dei piemontesi e dei liguri che preferirono l'Argentina, i veronesi emigrarono in maggior numero verso il Brasile che aveva abolito la schiavitù nel 1888 e si trovava in fabbisogno di manodopera da impiegare nelle numerose fazendas.
Sia le autorità civili che religiose cercarono di nascondere o di stigmatizzare il fenomeno considerando gli emigranti come degli avventurieri e causa di disgregazione del tessuto sociale e familiare. 